# Corizus
Corizus (лат.) — род клопов семейства булавников.

## Описание
Коренастые клопы красной или желтовато-серой окраски. На теле, как правило, имеются чёрные пятна и густая пунктировка бесцветными точками. Волоски на теле светлые. Голова светлая, основание, бока и вершина могут быть затемнёнными. Длина головы больше длины в 1,3—1,6 раз. Усики обычно полностью чёрные (частично могут быть светлыми), опушены светлыми приподнятыми волосками, длина которых примерно равна толщине усика. Глаза большие, выпуклые. Хоботок достигает задних тазиков ног. Переднеспинка с 2—4 чёрными пятнами, её ширина почти в два раза больше длины. Щиток на вершине языковидный, основание его либо полностью чёрное, либо с двумя чёрными пятнами. Клавус полунадкрылий (примыкает к щитку) полностью или частично чёрный. Кориум (к внешнему краю) с чёрными пятнами. Перепонка (задняя часть полунадкрылий) буроватая полупрозрачная с 20-25 жилками. Бока груди с чёрными пятнами. Пахучие железы с хорошо заметными отверстиями. Ноги в волосках. Бёдра обычно чёрные. Окраска брюшка сверху варьирует от полностью чёрной до светлой. Низ брюшка с тремя рядами чёрных пятен.

## Экология
Питаются на травянистых растениях.

## Классификация
В составе рода описано шесть видов. Другие виды, описанные в составе рода Corizus, были позже отнесены к другим родам.
- Corizus altivolens Kiritshenko, 1952
- Corizus brevicornis Horváth, 1917
- Corizus fenestella Horváth, 1917
- Corizus hyoscyami (Linnaeus, 1758)
- Corizus indicus Göllner-Scheiding, 1980
- Corizus tetraspilus Horváth, 1917

## Распространение
Представители рода встречаются преимущественно в Палеарктике. Лишь вид Corizus indicus описан с севера Индии, предположительно является подвидом Corizus hyoscyami..